# Anżela Nediałkowa

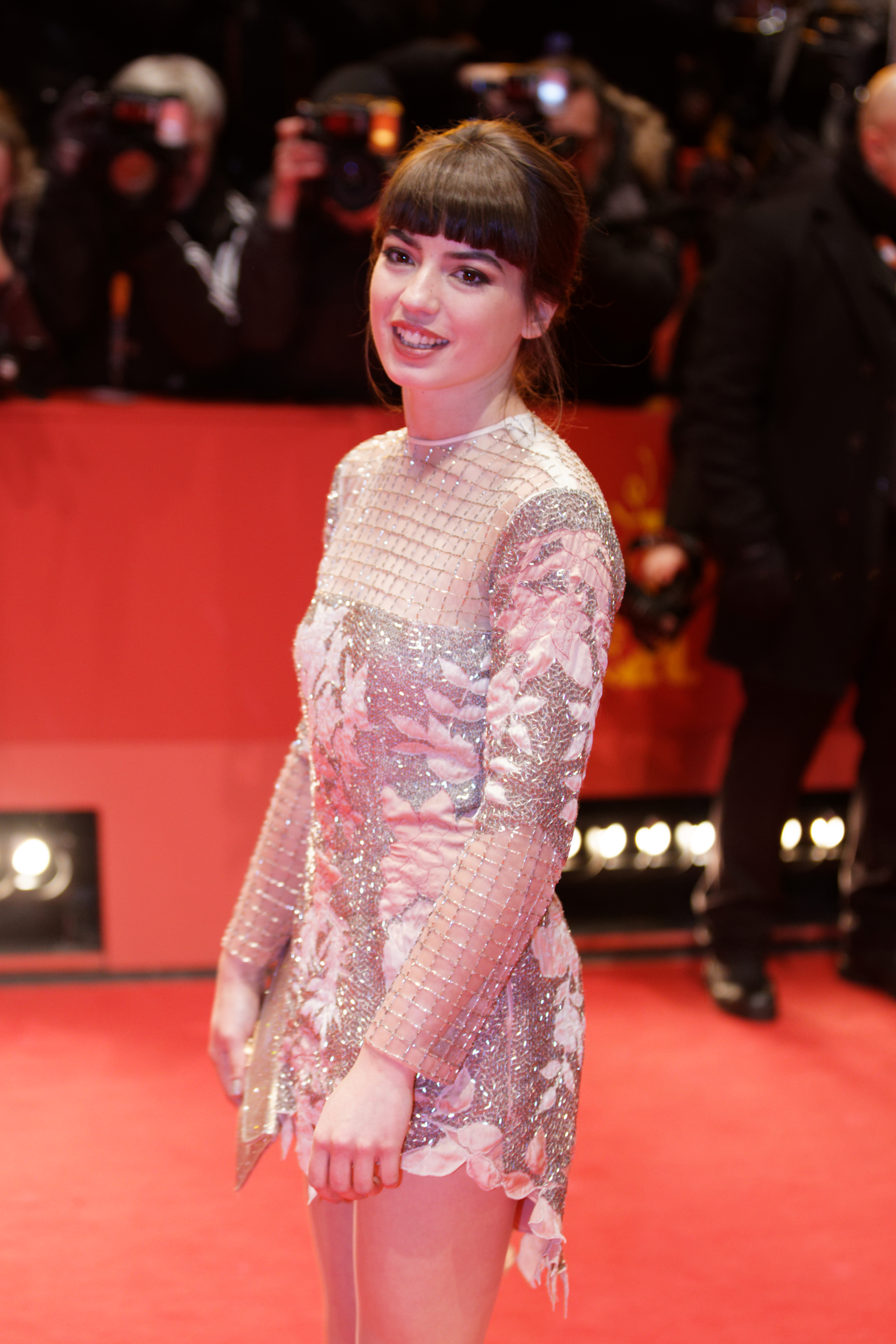
Anżela Nediałkowa na Berlinale 2017

Anżela Nediałkowa (bułg.: Анжела Недялкова, ur. 2 marca 1991 w Sofii) – bułgarska aktorka filmowa.  
Nediałkowa studiowała w Narodowej Akademii Sztuk Teatralnych i Filmowych im. „Krystjo Sarafowa” w Sofii. Zadebiutowała w filmie w 2009 roku w bułgarsko-szwedzkiej produkcji Wschodnie zabawy w reżyserii Kamena Kalewa. Film otrzymał nagrodę Grand Prix NESCAFE podczas Warszawskiego Międzynarodowego Festiwalu Filmowego w 2009 roku w kategorii „Nowe Filmy, Nowi Reżyserzy”. Międzynarodową karierę otworzył jej występ w filmie T2 Trainspotting (2017) w długo oczekiwanej kontynuacji brytyjskiego filmu z 1996 roku Trainspotting.

## Nagrody
- 2012: Wileński Międzynarodowy Festiwal Filmowy "Kino Pavasaris"
  - nagroda dla najlepszej aktorki za film Avé
- 2015: SUBTITLE Europejski Festiwal Filmowy
  - nagroda dla najlepszej aktorki za film Rajski apartament
- 2016: Międzynarodowy Festiwal Filmowy w Sofii
  - nagroda za film Rajski apartament

## Wybrane role
- 2009: Wschodnie zabawy, tyt. org. Iztochni piesi
- 2010: Avé
- 2013: The Sixth Day
- 2014: Bułgarska rapsodia, tyt. org. Bulgarian Rhapsody
- 2015: Dosieto Petrov
- 2015: Rajski apartament, tyt. org. The Paradise Suite
- 2017: T2 Trainspotting
- 2018: Ibiza